# پیر لو کوک
پیر لو کوک (فرانسوی: Pierre Le Coq‎؛ زادهٔ ۱۷ ژانویهٔ ۱۹۸۹) قایقران قایق بادبانی اهل فرانسه است.
وی در مسابقات کشوری و بین‌المللی در مجموع برندهٔ ۱ مدال برنز شده‌است.